# Paraguay en la Copa Mundial de Fútbol de 1986
La selección de Paraguay fue uno de los 24 países participantes de la Copa Mundial de Fútbol de 1986, realizada en México.

## Clasificación

### Grupo 3
| Equipo   | Pts | PJ | PG | PE | PP | GF | GC |
| -------- | --- | -- | -- | -- | -- | -- | -- |
| Brasil   | 6   | 4  | 2  | 2  | 0  | 6  | 2  |
| Paraguay | 4   | 4  | 1  | 2  | 1  | 5  | 4  |
| Bolivia  | 2   | 4  | 0  | 2  | 2  | 2  | 7  |

| Fecha               | Lugar                   | Partido  | Partido | Partido | Partido | Partido  |
| ------------------- | ----------------------- | -------- | ------- | ------- | ------- | -------- |
| 26 de mayo de 1985  | Santa Cruz de la Sierra | Bolivia  |         | 1:1     |         | Paraguay |
| 2 de junio de 1985  | Santa Cruz de la Sierra | Bolivia  |         | 0:2     |         | Brasil   |
| 9 de junio de 1985  | Asunción                | Paraguay |         | 3:0     |         | Bolivia  |
| 16 de junio de 1985 | Asunción                | Paraguay |         | 0:2     |         | Brasil   |
| 23 de junio de 1985 | Río de Janeiro          | Brasil   |         | 1:1     |         | Paraguay |
| 23 de junio de 1985 | Río de Janeiro          | Brasil   |         | 1:1     |         | Bolivia  |

### Repechaje

#### Primera vuelta
| Fecha                  | Lugar    | Partido  | Partido | Partido | Partido | Partido  |
| ---------------------- | -------- | -------- | ------- | ------- | ------- | -------- |
| 27 de octubre de 1985  | Asunción | Paraguay |         | 3:0     |         | Colombia |
| 3 de noviembre de 1985 | Cali     | Colombia |         | 2:1     |         | Paraguay |

Paraguay avanza a la fase final por marcador acumulado de 4-2

#### Fase final
| Fecha                   | Lugar    | Partido  | Partido | Partido | Partido | Partido  |
| ----------------------- | -------- | -------- | ------- | ------- | ------- | -------- |
| 10 de noviembre de 1985 | Asunción | Paraguay |         | 3:0     |         | Chile    |
| 17 de noviembre de 1985 | Santiago | Chile    |         | 2:2     |         | Paraguay |

Paraguay clasifica al Mundial de México por marcador acumulado de 5-2

## Participación

### Grupo B
| Equipo   | Pts | PJ | PG | PE | PP | GF | GC |
| -------- | --- | -- | -- | -- | -- | -- | -- |
| México   | 5   | 3  | 2  | 1  | 0  | 4  | 2  |
| Paraguay | 4   | 3  | 1  | 2  | 0  | 4  | 3  |
| Bélgica  | 3   | 3  | 1  | 1  | 1  | 5  | 5  |
| Irak     | 0   | 3  | 0  | 0  | 3  | 1  | 4  |

| 4 de junio de 1986 | Paraguay   | 1:0 (1:0) | Iraq | Estadio Toluca 70-86, Toluca                                              |                                                                           |
|                    | Romero 35' | Reporte   |      | Asistencia: 24.000 espectadores Árbitro(s): Edwin Picon-Ackong (Mauricio) | Asistencia: 24.000 espectadores Árbitro(s): Edwin Picon-Ackong (Mauricio) |

| 7 de junio de 1986 | México    | 1:1 (1:0) | Paraguay   | Estadio Azteca, Ciudad de México                                          |                                                                           |
|                    | Flores 3' | Reporte   | Romero 85' | Asistencia: 114.600 espectadores Árbitro(s): George Courtney (Inglaterra) | Asistencia: 114.600 espectadores Árbitro(s): George Courtney (Inglaterra) |

| 11 de junio de 1986 | Paraguay         | 2:2 (0:1) | Bélgica                    | Estadio Toluca 70-86, Toluca                                          |                                                                       |
|                     | Cabañas 50', 76' | Reporte   | Vercauteren 30' · Veyt 59' | Asistencia: 16.000 espectadores Árbitro(s): Bogdan Dotchev (Bulgaria) | Asistencia: 16.000 espectadores Árbitro(s): Bogdan Dotchev (Bulgaria) |

### Octavos de final
| 18 de junio de 1986 | Inglaterra                       | 3:0 (1:0) | Paraguay | Estadio Azteca, Ciudad de México                                   |                                                                    |
|                     | Lineker 31', 72' · Beardsley 56' | Reporte   |          | Asistencia: 98.728 espectadores Árbitro(s): amal Al-Sharif (Siria) | Asistencia: 98.728 espectadores Árbitro(s): amal Al-Sharif (Siria) |

## Jugadores
Entrenador:  Cayetano Ré
| No. | Pos. | Jugador               | Fecha de nacimiento (edad)         | Apa. | Club                   |
| --- | ---- | --------------------- | ---------------------------------- | ---- | ---------------------- |
| 1   | POR  | Roberto Fernández     | 9 de julio de 1954 (31 años)       | 43   | Deportivo Cali         |
| 2   | DEF  | Juan Bautista Torales | 9 de mayo de 1956 (30 años)        | 58   | Libertad               |
| 3   | DEF  | César Zabala          | 3 de junio de 1961 (24 años)       | 2    | Cerro Porteño          |
| 4   | DEF  | Vladimiro Schettina   | 8 de octubre de 1955 (30 años)     | 4    | Guaraní                |
| 5   | DEF  | Rogelio Delgado       | 12 de octubre de 1959 (26 años)    | 4    | Olimpia                |
| 6   | MED  | Jorge Amado Nunes     | 18 de octubre de 1961 (24 años)    | 2    | Deportivo Cali         |
| 7   | MED  | Buenaventura Ferreira | 4 de julio de 1960 (25 años)       | 2    | Deportivo Cali         |
| 8   | MED  | Julio César Romero    | 28 de agosto de 1960 (25 años)     | 11   | Fluminense             |
| 9   | DEL  | Roberto Cabañas       | 11 de abril de 1961 (25 años)      | 2    | América de Cali        |
| 10  | MED  | Adolfino Cañete       | 13 de septiembre de 1956 (29 años) | 4    | Cruz Azul              |
| 11  | DEL  | Alfredo Mendoza       | 31 de diciembre de 1963 (22 años)  | 4    | Independiente Medellín |
| 12  | POR  | Jorge Battaglia       | 12 de mayo de 1960 (26 años)       | 0    | Sol de América         |
| 13  | DEF  | Virginio Cáceres      | 21 de mayo de 1962 (24 años)       | 2    | Guaraní                |
| 14  | DEF  | Luis Caballero        | 17 de septiembre de 1962 (23 años) | 0    | Guaraní                |
| 15  | DEL  | Eufemio Cabral        | 21 de marzo de 1955 (31 años)      | ?    | Guaraní                |
| 16  | MED  | Jorge Guasch          | 17 de enero de 1961 (25 años)      | 0    | Olimpia                |
| 17  | DEL  | Francisco Alcaraz     | 4 de octubre de 1960 (25 años)     | ?    | Nacional               |
| 18  | DEL  | Evaristo Isasi        | 26 de octubre de 1955 (30 años)    | 6    | Olimpia                |
| 19  | MED  | Rolando Chilavert     | 22 de mayo de 1961 (25 años)       | ?    | Guaraní                |
| 20  | DEL  | Ramón Hicks           | 30 de mayo de 1959 (27 años)       | 1    | Libertad               |
| 21  | DEL  | Faustino Alonso       | 15 de febrero de 1961 (25 años)    | ?    | Sol de América         |
| 22  | POR  | Julián Coronel        | 23 de octubre de 1958 (27 años)    | 0    | Guaraní                |

Fuente